# Lipovo Brdo
Lipovo Brdo je naselje u Republici Hrvatskoj, u sastavu općine Kapela, Bjelovarsko-bilogorska županija.

## Stanovništvo
Prema popisu stanovništva iz 2001. godine, naselje je imalo 133 stanovnika te 41 obiteljskih kućanstava.

Prema popisu stanovništva 2011. godine naselje je imalo 115 stanovnika.
| broj stanovnika | 213   | 251   | 249   | 304   | 340   | 333   | 329   | 361   | 323   | 329   | 308   | 263   | 208   | 166   | 133   | 115   | 82    |
|                 | 1857. | 1869. | 1880. | 1890. | 1900. | 1910. | 1921. | 1931. | 1948. | 1953. | 1961. | 1971. | 1981. | 1991. | 2001. | 2011. | 2021. |

## Poznate osobe
- Zlatko Hrgović - hrvatski liječnik i akademik